# One Goal
Pour plus de détails, voir Fiche technique et Distribution.
One Goal est un film documentaire réalisé en 2008 par le réalisateur espagnol Sergi Agustí.

## Synopsis
One Goal est un objectif, mais aussi une passion. Ce documentaire nous introduit dans le chemin vers la paix qu’un groupe de jeunes amputés de Sierra Leone a commencé depuis des années. À travers la puissance de leur jeu, ils ont réussi à devenir un exemple pour leur société. Icônes de la guerre, ils ont transformé leurs vies et sont devenus des icônes du futur et de la paix au Sierra Leone à travers une passion : le football.

## Fiche technique
- Réalisation : Sergi Agustí
- Production : Sergi Agustí Films
- Scénario : Sergi Agustí
- Image : Pep Bonet
- Son : Aurora Reinlein
- Musique : Fermín Dorado
- Montage : Aurora Reinlein